# Cedrela
Cedrela P.Browne è un genere di piante della famiglia delle Meliacee diffuso nell'ecozona neotropicale.

## Tassonomia
Il genere comprende le seguenti specie:
- Cedrela angustifolia DC.
- Cedrela balansae C.DC.
- Cedrela discolor S.F.Blake
- Cedrela domatifolia W.Palacios
- Cedrela dugesii S.Watson
- Cedrela fissilis Vell.
- Cedrela kuelapensis T.D.Penn. & Daza
- Cedrela longipetiolulata Harms
- Cedrela molinensis T.D.Penn. & Reynel
- Cedrela monroensis T.D.Penn.
- Cedrela montana Moritz ex Turcz.
- Cedrela nebulosa T.D.Penn. & Daza
- Cedrela ngobe Köcke, T.D.Penn. & Muellner
- Cedrela oaxacensis C.DC. & Rose
- Cedrela odorata L.
- Cedrela saltensis M.A.Zapater & del Castillo
- Cedrela salvadorensis Standl.
- Cedrela tonduzii C.DC.
- Cedrela weberbaueri Harms